# Federația Congoleză de Fotbal
Federația Congoleză de Fotbal (în original Fédération Congolaise de Football, prescurtată FECOFOOT) este cel mai înalt for fotbalistic al republicii Congo. A fost fondată în 1962 și s-a afiliat la FIFA în 1964 și la CAF în 1966. Președintele său este Antoine Ibovi.